# Ушаковка (Севастополь)
Ушаковка (крим. Uşakovka) — віддалена частина міста Севастополя, в Балаклавському районі. Розташована на заході району, у 2 км на захід від Балаклави.
З 7 вересня 2023 року місцевість передана до Бахчисарайського району Автономної Республіки Крим, однак, вона досі не має статусу окремого населеного пункту.
У районі всього дві вулиці — Клубна і Неглинна.
Площа — 4,5 гектара. За декілька сотень метрах від Ушаковки розташоване популярне серед туристів місце — затоплений Кадиковський кар'єр.
За оцінкою 1998 року населення — 447 жителів.

## Історія
У XIX столітті неподалік розташовувався хутір, що належав адміралові Федору Ушакову — звідси й назва села, а пізніше й району.
Разом із кількома іншими населеними пунктами в 1920-і роки Ушаковка дала початок радгоспу «Профінтерн», згодом перейменованого в «Золоту Балку».
2014 року після анексії Криму РФ окупаційна влада почала вважати населений пункт як село.